# Вулька-Віцейовська
Вулька-Віцейовська (пол. Wólka Wiciejowska) — село в Польщі, у гміні Цеґлув Мінського повіту Мазовецького воєводства.
Населення — 28 осіб (2011).
У 1975-1998 роках село належало до Седлецького воєводства.

## Демографія
Демографічна структура станом на 31 березня 2011 року:
|          | Загалом | Допрацездатний вік | Працездатний вік | Постпрацездатний вік |
| -------- | ------- | ------------------ | ---------------- | -------------------- |
| Чоловіки | 14      | 0                  | 10               | 4                    |
| Жінки    | 14      | 0                  | 7                | 7                    |
| Разом    | 28      | 0                  | 17               | 11                   |